# Orljane
Orljane (en serbe cyrillique : Орљане) est une localité de Serbie située dans la municipalité de Doljevac, district de Nišava. Au recensement de 2011, elle comptait 1 480 habitants.
Orljane est officiellement classé parmi les villages de Serbie.

## Démographie

### Évolution historique de la population
| 1948  | 1953  | 1961  | 1971  | 1981  | 1991  | 2002  | 2011  |
| ----- | ----- | ----- | ----- | ----- | ----- | ----- | ----- |
| 1 448 | 1 567 | 1 622 | 1 657 | 1 690 | 1 716 | 1 612 | 1 480 |

|  |